# USS Colorado (BB-45)
USS Colorado (BB-45) byla bitevní loď Námořnictva Spojených států amerických. Jednalo se o vedoucí loď třídy Colorado.

## Stavba
Colorado stejně jako všechny její sesterské lodě byly objednány v roce 1916. Kýl Colorada byl založen 29. května 1919 v americké loděnici New York Shipbuilding Corporation. Loď byla roku 1921 spuštěna a 30. srpna 1923 byla uvedena do služby.

## Výzbroj
Primární výzbroj lodě tvořily 4 dvojhlavňové střelecké věže s děly Mk 1, které měly ráži 406 mm a dostřel 32 km. Šrapnely pro tyto děla vážili téměř 1 tunu. Sekundární výzbroj tvořilo 14 děl ráže 127 mm. Dále zde byly nainstalované 4 protiletadlové kanóny ráže 76 mm a 2 torpédomety s torpédy o průměru 533 mm.